# Labi Siffre
Claudius Afolabi "Labi" Siffre, född 25 juni 1945, är en brittisk poet, låtskrivare och sångare.

## Liv och karriär
Siffre föddes som det näst yngsta barnet i en syskonskara på fem, på Queen Charlotte's Hospital i Hammersmith, London, till en barbadisk / belgisk mamma och en nigeriansk pappa. Siffre växte upp i Bayswater och Hampstead. Sina skolår tillbringade han på en katolsk skola ledd av munkar, St Benedict's School i Ealing.
Hans intresse för musik väcktes genom jazz- och bluesskivor, som Thelonious Monk, Miles Davis och Charlie Mingus. Hans intresse för gitarr fick han genom Jimmy Reed och Wes Montgomery, intresset för sång genom Billie Holiday, Jimmy Reed och Mel Tormé.
Siffre var öppet homosexuell, och i juli 1964 mötte han Peter Lloyd, som kom att bli hans partner. De ingick ett officiellt partnerskap när det tilläts i december 2005.
Innan Siffre kunde försörja sig som artist arbetade han som arkivarie på Reuters på Fleet Street och som mini-cab chaufför och varubud. Under 1960-talet spelade Siffre gitarr i en Jimmy Smith-liknande trio tillsammans med Bob Stockey (hammondorgel och Woody Martin (trummor). De uppträdde i nio månader på Annie's Room, en jazzklubb med sångerskan Annie Ross som frontfigur. Han bildade senare en annan trio, kallad Safari, som spelade på Londons Sohoklubbar. Vid den här tiden började han också uppträda som soloartist på Amsterdams folkklubbar, som hjälpte till att utveckla hans scenuppträdanden.
Hans första större genombrott i Storbritannien kom när han turnerade tillsammans med den jamaicanske soul- och reggaeartisten Jackie Edwards, och när hans vänner skickade en kassett med hans sånger till Dave Cash, DJ:n på MAM. Detta ledde till ett kontrakt med Festival Records, och hans första skivinspelning ägde rum 1970. 
Mellan 1970 och 1975 släppte Siffre sex album. Han hade hits som "It Must Be Love" (nr. 14 på englandslistan 1971, tio år senare gjorde Madness en cover på den som blev fyra. Siffre medverkade i musikvideon till den versionen.), "Crying, Laughing, Loving, Lying" (nr. 11, 1972) och "Watch Me" (nr. 29, 1972). Både "It Must Be Love" och "Crying, Laughing, Loving, Lying" släpptes som singlar i USA av Bell Records, men kom inte in på listan. Siffre fick en liten revansch 1983, när Madness version kom in på en 33:e plats på Billboardlistan.
Under denna period turnerade Siffre i Storbritannien och resten av Europa, där han uppträdde tillsammans med artister som Ike & Tina Turner, Daliah Lavi, The Hollies, Chicago, The Carpenters och The Supremes. Han medverkade i flera tv-program, till exempel "In Concert" och "Sounding Out".
1975, när han var färdig med Europa, reste han till USA där han uppträdde tillsammans med Olivia Newton John på östkusten. 1977 flyttade han till Los Angeles och började skriva tillsammans med Tom Shapiro. Siffre bestämde sig att sluta med uppträdanden och ägna sig helt åt låtskrivandet. När två av hans sånger, "Solid Love" (framförd av honom själv) och "We Got It Bad" (skriven tillsammans med och framförd av Bob James) nådde finalen i den brittiska uttagningen till Eurovision Song Contest flyttade han tillbaka till Storbritannien, efter nio månader i USA.
I december 1979 släppte Siffre "One World Song", en duett med Jackie som spelades mycket på Radio Luxembourg vid årsskiftet. 
Efter en självvald tillbakadragning från musiken,  återvände Siffre 1985 när han såg en TV-film från Sydafrika som visade en ljushyad soldat som sköt mot mörkhyade barn. Han skrev "(Something Inside) So Strong", en antiapartheid hymn, en utmanande sång mot förtrycket och trångsyntheten, en sång om personlig inre styrka. Sången nådde fjärdeplatsen på englandslistan och är fortfarande mycket populär. Den är ett bra exempel på den politiska och samhällsmedvetna tråd som funnits i Siffres texter sedan singeln "Thank You Lucky Star" och albumet For the Children (1973). "(Something Inside) So Strong" vann en Ivor Novello för bästa sång musikaliskt och textmässigt, och har använts i kampanjer för Amnesty International, i TV-reklam och i Alice Walkers film om kvinnlig könsstympning Warrior Marks. Siffres stora engagemang för de civila och mänskliga rättigheterna har ökat hans anseende ytterligare. 
1990 samarbetade Siffre med den sydafrikanske R&B- jazz- singer-songwritergitarristen Jonathan Butler. Siffre skrev texterna till fem av nio sånger på hans album Heal Our Land.  
För att uttrycka sig utanför "sångtexternas begränsningar" skrev Siffre sin första dikt 1984. Han har gett ut tre poesiböcker: "Nigger" (1993), "Blood on the Page" (1995) och "Monument" (1997). Det finns även på hans blogg, "Labi Siffre - Into The Light". In one of Labi's poems "An Audience Request" he writes - 'show us the world / rub our faces in it / show us the hurt / and our place in it' - and that's exactly what a poet should do... Benjamin Zephaniah
"On first reading I found many of these poems to appear direct and simple, both in statement and in mode of address, but on looking closer I discovered that they were multi-layered, often challenging their own apparent stereotypes and preconceptions, much as Blake did in his Songs of Innocence and of Experience. It is his sense of being an outsider which enables Siffre to expose and yet understand hypocrisy and prejudice. His poetry is compassionate and often succinct and aphoristic"... PQR (Poetry Quarterly Review). Hans pjäs, "DeathWrite", uppfördes på Sherman Theatre i Cardiff 1997, och sändes i TV på HTV samma år.
Med början med "Let's Pretend" på albumet For the Children och speciellt i hans dikter, har Siffre blivit som en viktig beskyddare för sekularismen.
För rapparen Eminems singel "My Name Is", ville hiphopproducenten Dr. Dre använda en sampling (skriven av Siffre och med Siffre på elektriskt piano) på hans sång "I Got The..." för rytmspåret. Siffre gjorde invändningar mot vad han beskrev som "lazy writing" (i skivfodralet på den nyremastrade CD:n av Remember My Song): "Attacking two of the usual scapegoats, women and gays, is lazy writing. If you want to do battle, attack the aggressors not the victims."
Eminem och Dr. Dre fick skriva sin egen sång för att få färdigt samplingen. Labi Siffres originalversion finns på hans album Remember My Song (remastrad på CD 2006. Sången "I Got The..." kallas ofta felaktigt för "I Got The Blues", ett namn Siffre förkastade som "a cliché too far".
2006 släppte Siffre ett nytt album, The Last Songs, på EMI. 
Kanye Wests album Graduation från 2007 har med en sång med namnet "I Wonder", där han samplar Siffres "My Song" från hans album Crying, Laughing, Loving, Lying.

## Diskografi

### Studioalbum
- Labi Siffre (1970)
- The Singer And The Song (1972)
- Crying Laughing Loving Lying (1972)
- For The Children (1973)
- Remember My Song (1975)
- Happy (1975)
- So Strong (1988)
- Man of Reason (1991)
- The Last Songs (1998)
- Monument (Spoken Word) (1998)

### Livealbum
- The Last Songs (Re-mastered) (2006)

### Singlar (urval)
- "It Must Be Love" (UK #14, 1971)
- "Crying Laughing Loving Lying" (UK #11, 1972)
- "Watch Me" (UK #29, 1972)
- "(Something Inside) So Strong" (UK #4, 1987)

## Coverversioner
- 1981 gjorde Madness en cover på "It Must Be Love". Sången nådde en fjärde placering på englandslistan och en trettiotredje placering i USA 1983. Siffre medverkar i musikvideon.

- 1989 gjorde Kenny Rogers en cover på "(Something Inside) So Strong" (som också blev titelspåret till hans hitalbum). Bland andra som gjort covers på sången märks Vanessa Bell Armstrong (1988), en grupp gospelartister som en hyllning till Rosa Parks i mitten av 1990-talet, The Flying Pickets till deras album The Warning från 1994, Michael Ball 1996, som nådde en fyrtionde placering på englandslistan, och av Rik Waller 2002, som också släppte den som singel.

- 2014 spelade Kelis in en coverversion på Siffres "Bless The Telephone" för sitt album "Food".

### Poesi
- Nigger (Xavier Books 1993)
- Blood On The Page (Xavier Books 1995)
- Monument (Xavier Books 1997)

### Pjäser
- DeathWrite (Xavier Books 1997)

### Essäer
- Choosing The Stick They Beat You With (Penguin 2000)